# Taku Mayumura
Taku Mayumura (jap. 眉村 卓 Mayumura Taku, * 20. Oktober 1934 in Nishinari-ku, Osaka; † 3. November 2019 in Abeno-ku, Osaka) war ein japanischer Science-Fiction-Schriftsteller und Haiku-Poet. Er gewann zweimal den Seiun Award für den besten Roman. Mayumura war ebenfalls Autor von Jugendliteratur, dessen Arbeiten von Doramen, Filmen und Animes adaptiert wurden. Mayumura war Ehrenmitglied der SFWJ (Science Fiction and Fantasy Writers of Japan).

## Biografie
Mayumura wurde 1934 als (jap. 村上 卓児, Murakami Takuji) in Osaka, Präfektur Osaka geboren.
Er absolvierte 1957 die Universität Osaka mit einem Abschluss in Wirtschaftswissenschaften, und startete anschließend eine Karriere als Judo-Wettkämpfer in der Kosen Judo Nanatei Liga. Nach seinem Abschluss trat er in eine Firma ein. Während seiner Arbeit in dieser Firma schrieb er kurze Romane und reichte sie bei Wettbewerben in kommerziellen Literaturzeitschriften ein.
1960 trat er dem SF Fanzine Uchūjin bei. 1961 gewann er den Preis für die beste Geschichte beim 1. Kūsō-Kagaku Shōsetsu-Wettbewerb (später der Hayakawa SF Contest) für seinen Roman Kakyū Aidea-man und debütierte im S-F Magazine durch diese Arbeit.
1965 zog er sich aus dem Unternehmen zurück und begann als unabhängiger Schriftsteller zu arbeiten. Mayumuras erstes Buch, der SF-Roman (jap. 燃える傾斜, Moeru Keisha ) wurde im selben Jahr von Tōto Shobo veröffentlicht. 1979 gewann er den siebten Izumi-Kyōka-Literaturpreis und den Seiun-Preis für seinen Roman Shōmetsu no kōrin (jap. 消滅の光輪), der das repräsentative Werk in seiner Shiseikan-Reihe darstellt. 1996 gewann er seinen zweiten Seiun-Preis für einen weiteren Teil der Shiseikan-Reihe, dem langen Roman Hikishio no Toki (jap. 引き潮のとき).
Als Literaturtheoretiker befürwortete er den "Insider Bungaku-ron" (Theorie der Literatur von Insidern). In Übereinstimmung mit diesem Thema befassen sich seine Romane häufig mit problematischen Beziehungen zwischen Individuen und Menschen Unternehmens- oder bürokratische Organisationen, denen sie angehören.
Mayumura war auch ein bekannter Schriftsteller für junge Erwachsene. Seine repräsentativen Werke auf diesem Gebiet waren unter anderem Nazo no Tenkousei und Nerawareta Gakuen. Diese Werke wurden von NHK in japanischen Fernsehserien adaptiert und waren auch Grundlage für Kinofilme. Auch als Anime wurden seine Werke gezeigt, wie Toki no Tabibito.
Im Jahr 2002 starb seine Frau an Krebs. Mayumura hatte jeden Tag seit der Krebsdiagnose eine sehr kurze Geschichte für seine Frau geschrieben, die seit der Diagnose des Krebses bettlägerig im Krankenhaus war. Als seine Geschichten, die jeden Tag geschrieben und nummeriert wurden, bis 1778 reichten, starb seine Frau. Diese Geschichten wurden zusammengestellt und veröffentlicht. Der Film 1,778 Stories of Me and My Wife (jap. 僕と妻の1778の物語 Boku to tsuma no 1778 no monogatari), basierend auf dieser wahren Geschichte, wurde 2009 gedreht und 2011 veröffentlicht.
Ab 2008 war Mayumura Professor an der Hochschule für Aufbaustudien der Osaka University of Arts.
Er starb am frühen Morgen des 3. November 2019 an einer Aspirationspneumonie.

### Haiku
Mayumura war ebenfalls ein Haiku-Dichter. Er war Mitglied des Haiku-Clubs in seiner High School. Er veröffentlichte seine Haiku-Arbeiten in der Haiku-Coterie-Zeitschrift Ashibu (jap. 馬酔木), bei der Shūōshi Mizuhara Präsident war. Auch war er Mitglied des Haiku-Magazins Uzu (jap. 渦). 2009 veröffentlichte er das Haiku-Buch Kiri wo yuku (jap. 霧を行く).

## Themen
Mayumura schrieb verschiedenste Geschichten. Seine Fiktionen reichten von gewöhnlichen Lebensszenen gewöhnlicher Menschen über die im täglichen Leben verborgenen Fantasiewelten derselben, bis hin zur interstellaren Föderation der fernen Zukunft. Besonders seltsame und fantastische Aspekte der Realität, die an das gewöhnliche Leben angrenzen, sind die Essenz seiner fantastischen Geschichten.

## Auszeichnungen
- 1961: Preis beim Hayakawa SF Contest für Kakyū Aidea-man (jap. 下級アイディアマン)
- 1979: Izumi-Kyōka-Literaturpreis für Shōmetsu no Kōrin (jap. 消滅の光輪)
- 1979: Seiun Award für Shōmetsu no Kōrin 1979
- 1996: Seiun Award für Hikishio no toki (jap. 引き潮のとき)

## Werke
Auf Deutsch erschienen
- Der lange Weg zurück zur Erde, ISBN 978-3-453-30917-3, Übersetzer Michael Morgental & Keiko Miriam

### Romane

#### Shiseikan
Die Shiseikan-Reihe (Administrator) ist wie folgt zusammengefasst: In ferner Zukunft bilden die Menschen der Erde die Terrestrische Föderation; die terrestrischen Menschen haben sich weit über den Weltraum ausgebreitet und zahlreiche Planeten und Sonnensysteme kolonisiert. Die Föderation setzte auf diesen Planeten lokale Regierungen ein, um Recht und Ordnung unter den menschlichen Siedlern zu schaffen und zwischen Terrestrischen und den begabten Außerirdischen zu vermitteln, die ursprünglich auf bestimmten dieser Planeten geboren, entwickelt und gelebt hatten, bevor die Siedler ankamen. In der Anfangszeit waren die Planeten von föderationsorientierten Militärjuntas regiert worden; die Föderation hat jedoch begonnen, die Militärverwaltungen zurückzurufen und zivile Administratoren zu entsenden, um in ihrem Namen zu regieren. Die Probleme, mit denen diese Administratoren konfrontiert sind, sind die Geschichten von Shiseikan.
- Shiseikan (司政官, Administrators) 1974, Hayakawa Publishing
- Shōmesu no Kourin (消滅の光輪, The Corona of the Extinction) 1979, Hayakawa Publishing, Seiun Award 1979
- Nagai Akatsuki (長い暁, Long Dawn) 1980, Hayakawa Publishing
- Hikishio no Toki (引き潮のとき, The Time at Low Tide) 1996, Hayakawa Publishing, Seiun Award 1996

#### Weitere Romane
- Moeru Keisha (燃える傾斜) 1963, Touto Shobou
- Gen'ei no Kōsei (幻影の構成) 1966, Hayakawa Shobou
- EXPO' 87 (EXPO' 87) 1968, Hayakawa Shobou
- Wa ga Sexoid (わがセクソイド) 1969, Rippu Shobou
- Techunit (テキュニット) 1969, San'ichi Shobou
- Jun B-kyū Shimin (準B級市民) 1966, Hayakawa Publishing, Hayakawa SF Series
- Bankokuhaku ga Yattekuru (万国博がやってくる) 1968, Hayakawa Publishing, Hayakawa SF Series
- Niji wa Kieta (虹は消えた) 1969, Hayakawa Publishing, Hayakawa SF Series
- Toki no Odysseus (時のオデュセウス) 1971, Hayakawa Publishing, Hayakawa SF Series
- C-seki no Kyaku (C席の客) 1971, Nihon Keizai Shinbunsha, 1973, Kadokawa Bunko
- Karera no Naka no Umi (かれらの中の海) 1973, Hayakawa Publishing
- Kiga Rettō (飢餓列島) 1974, Hayakawa Publishing (collaboration with Masami Fukushima)
- Salon wa Owatta (サロンは終わった) 1974, Hayakawa Bunko JA
- Shiseikan (司政官, Administrator) 1974, Hayakawa Publishing
- Ano Shinju-iro no Asa wo... (あの真珠色の朝を…) 1974, Kadokawa Bunko
- Kimyōna Tsuma (奇妙な妻) 1975, Hayakawa Publishing, 1978 Kadokawa Bunko
- Ikyō Henge (異郷変化) 1976, Kadokawa Bunko
- Nubatama no... (ぬばたまの…) 1978, Koudansha
- Shōmetsu no Kōrin (消滅の光輪) 1979, Hayakawa Publishing
- Bokutachi no Pocket (ぼくたちのポケット) 1980, Kadokawa Bunko
- Nagai Akatsuki (長い暁) 1980, Hayakawa Publishing
- Pocket no ABC (ポケットのABC) 1982, Kadokawa Shoten
- Pocket no XYZ (ポケットのXYZ) 1982, Kadokawa Shoten
- Futsū no Kazoku (ふつうの家族) 1984, Kadokawa Bunko
- Meikyū Monogatari (迷宮物語) 1986, Kadokawa Shoten
- Futeiki Esper (不定期エスパー) 1-8, 1988–1990, Tokuma Shoten
- Hikishio no Toki (引き潮のとき) 1-5, 1988–1995 Hayakawa Publishing
- Wonder Tea Room (ワンダー・ティー・ルーム) 1992, Jitsugyō no nihon
- Higawari Ichiwa, Book 1, Book 2 (日がわり一話, 第1-2集) 1998, Shuppan Geijutsusha
- Tsuma ni Sasageta 1778-wa (妻に捧げた1778話), 1,778 Stories dedicated to My Wife, 2004

### Weitere Romane ohne SF-Bezug
- Cartago no Unmei (カルタゴの運命) 1998, Shin Jinbutsu Ōraisha
- Chikyū e no Tōi Michi (地球への遠い道) 1970, Mainichi Shinbunsha
- Nijū-Yo-Jikan no Sinnyūsha (二十四時間の侵入者) 1974, Akimoto
- Waru-nori Ryokō (ワルのり旅行) 1975, Kadokawa Bunko
- Shin'ya Hōsō no Happening (深夜放送のハプニング) 1977, Akimoto
- Mōretsu Kyōshi (猛烈教師) 1977
- Shiroi Kobako (白い小箱) 1977, Jitsugyou no Nihon
- Tōrisugita Yatsu (通りすぎた奴) 1977, Ruppu Shobo
- Henna Otoko (変な男) 1978, Kadokawa Bunko
- Oshaberi Meiro (おしゃべり迷路) 1979, Kadokawa Shoten
- Gekkō no Sasu Basho (月光のさす場所) 1980
- Katamuita Chiheisen (傾いた地平線) 1981, Kadokawa Bunko
- Sorezore no Magarikado (それぞれの曲がり角) 1986, Kadokawa Bunko
- Yūyake no Kaiten Mokuba (夕焼けの回転木馬) 1986, Kadokawa Bunko
- Niji no Uragawa (虹の裏側) 1994, Shuppan Geijutsusha

### Jugendliteratur
- Tensai wa Tsukurareru (天才はつくられる) 1968
- Maboroshi no Pen Friend (まぼろしのペンフレンド) 1970
- Nazo no Tenkōsei (なぞの転校生) 1972
- Nejireta Machi (ねじれた町) 1974
- Sangyō Shikan Kōhosei (産業士官候補生) 1974
- Jigoku no Sainō (地獄の才能) 1975
- Nerawareta Gakuen (ねらわれた学園) 1976
- Omoiagari no Natsu (思いあがりの夏) 1977
- Tozasareta Jikanwari (閉ざされた時間割) 1977
- Naitara Shi ga Kuru (泣いたら死がくる) 1977
- Shiroi Futōshiki (白い不等式) 1978
- Tsukurareta Asu (つくられた明日) 1980
- Toraerareta School Bus (とらえられたスクールバス) 1981–1983 Kadokawa Bunko
- Shiirareta Henshin (強いられた変身) 1988

### Essays
- Giyaman to Kikai (ぎやまんと機械) 1977, PHP Kenkyusho
- Teri-kageri no Fūkei - Kessaku Essay (照りかげりの風景 傑作エッセイ) 1981, Kosaido shuppan
- Osaka no Machikado - Mayumura Taku Semba Essay (大阪の街角 眉村卓Sembaエッセイ) 1995, San'itsu shobo

### Haiku
- Kiri wo Yuku (霧を行く) 2009

## Adaptionen in TV-Serien
- Maboroshi no Pen Friend (まぼろしのペンフレンド) 1974
- Nazo no Tenkōsei (なぞの転校生) 1975
- Nerawareta Gakuen (ねらわれた学園) 1977
- Jigoku no Sainō (地獄の才能) 1977
- Nagori no Yuki (名残の雪) 1977

## Adaptionen in Kinofilmen
- Nerawareta Gakuen (ねらわれた学園) 1981
- Nazo no Tenkōsei (なぞの転校生) 1998
- 1,778 Stories of Me and My Wife (僕と妻の1778の物語)

## Adaptionen in Animes
- Toki no Tabibito (時空の旅人) 1986
- Neo Tokyo (迷宮物語) 1987
- Nerawareta Gakuen (ねらわれた学園) 2012